# 김진경 (1975년)
김진경(金振鏡, 1975년 2월 10일~)은 대한민국의 제7·8·9·11대 경기도의원이다.

## 학력
- 연성초등학교
- 안산중학교
- 안산고등학교
- 안산공과대학 식품공학과
- 한국방송통신대학교 행정학과 학사 졸업
- 연세대학교 행정대학원 행정학 지방자치 도시행정 전공 석사 졸업

## 경력
- 목감초등학교 운영위원
- 포리초등학교 운영위원
- 논곡중학교 운영위원
- 장곡중학교 운영위원
- 시흥시 호남향우회연합회 자문위원
- 연성동 자율방범대 자문위원
- 더불어민주당 경기도당 운영위원
- 경기도의회 주거복지연구회 회장
- 경기도당 청년위원회부위원장
- 경기도 건축문화 심사위원
- 경기도 도시재정비 위원
- 경기도의회 공무국외여행 심사위원장
- 푸른 경기21 실천협의회 위원
- 2008년 회계연도 결산검사위원
- 국회의원 백원우 정책보좌역
- 통합민주당 교육문화 특별위원회 부위원장
- 서울대학교 국제캠퍼스 유치특별위원회 부위원장
- 민주당 전국청년위원회 부위원장
- 2008. 6.~2010. 6. 제7대 경기도의회 의원
- 2008. 7.~2010. 6. 제7대 경기도의회 후반기 농림수산위원회 간사
- 2008. 7.~2010. 6. 제7대 경기도의회 후반기 도시환경위원회 간사
- 2010. 7.~2014. 6. 제8대 경기도의회 의원
- 2010. 7.~2012. 7. 제8대 경기도의회 전반기 도시환경위원회 위원
- 2012. 7.~2014. 6. 제8대 경기도의회 공무국외여행심사위원장
- 2012. 7.~2014. 6. 제8대 경기도의회 후반기 도시환경위원회 위원장
- 2014. 7.~2018. 3. 제9대 경기도의회 의원
- 2014. 7.~2016. 7. 제9대 경기도의회 전반기 문화체육관광위원회 위원
- ~2015. 12. 새정치민주연합
- 2015. 12.~ 더불어민주당
- 2016. 7.~2018. 3. 제9대 경기도의회 후반기 안전행정위원회 위원
- 2016. 7.~2018. 3. 제9대 경기도의회 후반기 예산결산위원회 위원
- 2022. 7.~ 제11대 경기도의회 의원
  - 제11대 경기도의회 후반기 의장
- 2024.09~: 제19대 전반기 대한민국시도의회의장협의회 감사

## 역대 선거 결과
|  | 56.98% |

|  | 56.38% |

|  | 52.83% |

|  | 55.59% |